# 千石愛
千石 愛（せんごく あい、1979年1月15日 - ）は日本の女性司会者・ナレーター・モデル。埼玉県出身。アクロスエンタテインメント所属。血液型はO型。
本名の岩本紀子（いわもと のりこ）でも芸能活動をしていた。
埼玉県立越谷北高等学校入学後、学校法人日本放送協会学園に編入。首席で卒業しNHK会長賞を授与される。
同じ事務所に所属する二階堂結友、原田萌とのお笑いユニット『サンモンチ』でも活動している。

## 主な経歴

### 舞台
- 大月みやこ特別公演「曽根崎心中」
- 香西かおり春風公演「あだこ」
- 吉幾三特別公演「勘助…都へ行く」
- 鳥羽一郎・香西かおり特別公演「兄妹港」
- 大月みやこ特別公演「夫婦善哉」

### TV番組出演
- 尾張幕末風雲録
- 知ってるつもり?!
- アイドルビーム
- 調布アートBOX
- 幸せ色の風便り
- アクトオンTV
- ショップチャンネル
- ハワイに恋して

### 雑誌
- できるインターネット
- マップル
- ガルヴィ
- 女性自身
- 一万円で組み立てるPC
- 五万円で組み立てるPC
- 一万円でパソコンを組み立てよう!